# Операція «Іглс самміт»
Операція «Іглс самміт» (англ. Operation Eagle's Summit) — військова операція, яку провели Міжнародні сили сприяння безпеці та Афганська національна армія з метою транспортувати 220-тонну турбіну на греблю Каджакі в провінції Гільменд через територію, контрольовану талібами. Операція завершилася успіхом коаліції. Здебільшого в ній брали участь британські війська, і, як стверджувалось, це була одна з найбільших логістичних операцій, які провела британська армія з часів Другої світової війни. Операція отримала свою назву від орла зображеного на емблемі 16-ї повітряно-штурмової бригади.

## Відновлення греблі Каджакі

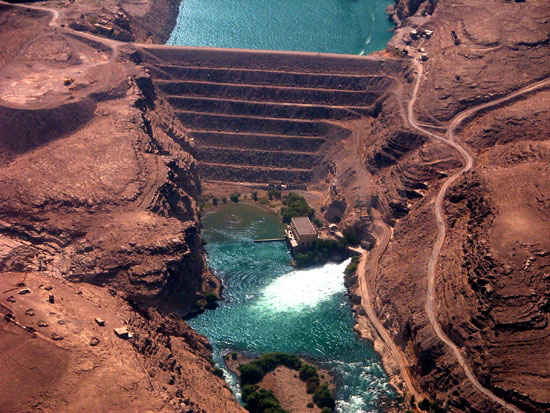
Гребля Каджакі забезпечує боротьбу з повенями, гідроенергію та воду для зрошення долини Гільменд

Гідроелектростанцію Каджакі було побудовано в 1953 році завдяки кредиту від Експортно-імпортного банку США, з метою забезпечення електроенергією та зрошення провінцій Гільменд і Кандагар. Передбачалося, що вона матиме три турбіни, але було встановлено тільки дві, а після громадянської війни у 2001 році працювала вже тільки одна. 2004 року Сполучені Штати почали роботу з відновлення потенціалу греблі і доведення її ємкості до 53 мегават. Одну турбіну відремонтували у 2005 році, але відновлення було ускладнено трудністю доставки нових турбін до Каджакі через територію, що контролювалася талібами — це вимагало масштабної військової операції.

## Альтернативний маршрут
60 британських офіцерів працювали протягом чотирьох місяців, готуючи операцію. Вони вирішили уникнути найпрямішого маршруту — траси 611, яка перетинала кілька опорних пунктів Талібану та яка була замінована саморобними вибуховими пристроями повстанців та наземними мінами, що залишилися з часів радянської присутності в Афганістані. Замість цього вони вирішили направити конвой з турбіною через пустелю за маршрутом під кодовою назвою «маршрут Гаррієт», який був складений взводом слідопитів за декілька тижнів до операції. Британці намагалися домовитися про безпечний прохід конвою, в деяких випадках виділяючи грошові суми для місцевих старійшин.
Турбіна китайського виробництва була доставлена до аеропорту в Кандагарі в ніч на 27 серпня та була транспортована через першу частину шляху канадськими військовими до місця зустрічі в пустелі, де її передали британським військовим. Турбіна була розбита на сім окремих вантажів, кожен з яких важив близько 30 тонн, і перевозилась на HET-вантажівках.
Основна колона, що складалася зі 100 автомобілів, розтягнулася на більше ніж чотири кілометри й включала 50 БТР Вікінг та бронемашини Шакал і Мастиф. Увесь конвой складався з трьох частин: інженерної групи (9-й парашутний ескадрон Королівських інженерів), командної групи (13-й повітряно-штурмовий полк Королівського корпусу матеріально-технічного забезпечення) і турбінної групи (15-й повітряно-штурмовий ескадрон Королівського корпусу матеріально-технічного забезпечення).
Ударні вертольоти забезпечили прикриття, в той час як авіаційна підтримка надійшла у вигляді американських, французьких та голландських літаків. Інженерні війська надали підтримку шляхом спорудження та укріплення дороги, якою мав пройти конвой. Вертольотні війська з парашутно-десантного полку забезпечували безпеку конвою поперемінним чергуванням на його шляху. У той же час підставний конвой, що складався з від 30 до 40 данських автомобілів, рухався уздовж шосе 611, у супроводі 1-го батальйону парашутно-десантного полку, щоб відволікти увагу талібів від «маршруту Гаррієт».
На останній ділянці маршруту основний конвой був змушений повернутися на шосе 611 і проїхати 7 км територією, на якій, як було відомо, були активні близько 200 бойовиків. Завдання зачищення території було дано 388 солдатам Афганської національної армії та 42 їх наставникам з Королівського ірландського полку. Після трьох днів інтенсивного бомбардування артилерією НАТО, в тому числі РСЗВ-ракетами, та літаками коаліції, дорога була зачищена від бойовиків, що дозволило конвою досягти пункту призначення 3 вересня о 2:30. Шлях 180 км зайняв п'ять днів, протягом яких конвой зазнав дуже мало атак і ніхто не постраждав через дії талібів. За період операції британська артилерія випустила 800 105-мм снарядів і 54 ракети. Хоча це неможливо перевірити, британці заявили, що вбили близько 200 бойовиків.

## Втрати
Один британський солдат був поранений в ДТП в Каджакі та один канадський солдат загинув і ще сім отримали поранення, коли їх автомобіль потрапив на саморобний вибуховий пристрій при поверненні на базу.

## Результат
Операція була названа НАТО значущою перемогою, що сприятиме виграшу «сердець і умів» афганського народу. Бригадир Карлтон-Сміт, командувач спеціальної групи Гільменд, описав операцію як «кінець початку» бойових дій в провінції Гільменд. Британські інженери розраховували, що при найкращому сценарії установка турбін і будівництво придатної розподільчої мережі займе ще два роки. Однак, станом на 2013 рік, третю турбіну так і не вдалося ввести в експлуатацію через збереження небезпечної обстановки в регіоні.